# Derambila fragilis
Derambila fragilis là một loài bướm đêm trong họ Geometridae.